# 神宮暦
神宮暦（じんぐうれき）とは、日本の伊勢神宮の神宮司庁が奉製し頒布している暦である。

## 概要
「神宮館高島暦」なる暦が現在は著名であるが、無関係である。
明治以後・第二次世界大戦以前、日本において一般に頒布される冊子形式の暦は、大日本帝国政府が編纂し神宮司庁が発行するものだけであり、正式には本暦（ほんれき）といった。明治以前については「日本の暦」の記事の記述を参照。
「脱亜入欧」の国是の下、いわゆる迷信の類の一掃は至上命題であった明治政府の方針により、1000年近いとも思われる伝統のあった吉凶判断に関する暦注や、特に六曜が本暦からは現在も一切排除されていることが特徴で、天文・気象に関する詳細な資料や、主要な神社の祭日が記載されていた。和綴じで、現在でいうB4判の大きさだった。しかし、旧暦と六曜の定着は根強く、一緒に発行している、一般向けに小型にして日常生活に必要な項目だけを記載した略本暦（りゃくほんれき）にそれらはやはり今日も記述されている。
神宮暦の前身となるものは、江戸時代初期から伊勢国の神宮周辺の暦師たちによって発行されていた、伊勢暦と呼ばれる各種の暦本である。後に伊勢の御師（おんし）が年末に神宮大麻とともに伊勢暦を配るようになり、全国に知られるようになった。
1871年（明治4年）、御師制度が廃止され、伊勢暦の頒布も中止された。翌1872年、文部省主導の下で全国の暦師が集められて頒暦商社が組織され、1874年からは日本政府が発行する官暦（本暦・略本暦）の独占頒布権を認められた。1882年4月の太政官布告で、1883年（明治16年）からの官暦は神宮司庁が発行することになり、再び伊勢で暦の刊行が行われることとなった。
1946年（昭和21年）以降、冊子形式の暦の頒布は自由に行えることになり、また官暦は東京天文台（現在の国立天文台）が作成して2月1日の日本国政府の官報の官庁報告で発表するようになった。
現在でも、伊勢神宮ではかつての本暦・略本暦と全く同じ形態のものを大暦（たいれき）・小暦（しょうれき）として発行しており、現在ではこれらを総称して神宮暦としている。